# Vologaeses I.

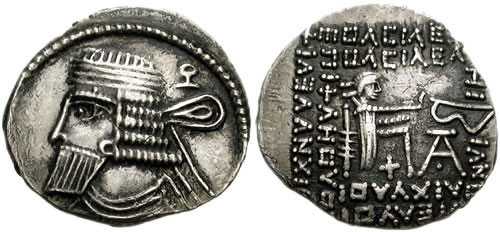
Münze von Vologaeses I.

Vologaeses I. (persisch ولاش يکم; die älteste parthische Namensform ist Walagasch, بلاش) war ein parthischer König, der von 51 bis 76/80 regierte.

## Leben
Vologaeses I. war der Sohn von Vonones II. (und nach einer Version der Lebensgeschichte von einer griechischen Konkubine). Am Beginn seiner Regierungszeit gab er seinem Bruder Pakoros den Thron von Medien und einem anderen Bruder, Tiridates, den Thron von Armenien. Letzteres gab den Römern einen Vorwand zum Partherkrieg, da sie Anspruch auf Armenien erhoben. Der General Corbulo griff 58 an und konnte sogar Artaxata, die Hauptstadt von Armenien, einnehmen. Vologaeses I. hatte in dieser Zeit wohl mit inneren Schwierigkeiten zu kämpfen und konnte deshalb nicht intervenieren. Im folgenden Jahr konnte deshalb Corbulo die wichtige Stadt Tigranocerta einnehmen. Ein Gegenangriff des Tiridates schlug fehl und Armenien kam nominell unter römische Herrschaft. Erst im Jahr 62 konnte Vologaeses I. eingreifen und Armenien zurückerobern. Tiridates wurde 63 wieder König von Armenien, allerdings wurde ihm die Krone von Rom verliehen, das so einen gewissen Einfluss bewahren konnte.
Unter Vologaeses I. wurden die Elemente griechischer Kultur in Parthien zurückgedrängt. Möglich ist, dass dies im Zusammenhang steht mit der Anlehnung Roms an das griechische Kulturerbe. Er ist der erste parthische König, auf dessen Münzen aramäische Legenden erscheinen. Ein Feueraltar erscheint auf der Rückseite einiger Prägungen. Vologaeses I. gründete auch eine neue Stadt, Vologesias. Daneben wurden einige Städte (Susa, Merv) seit seiner Zeit nicht mehr mit ihrem griechischen Namen, sondern mit lokalen Namen benannt. Einige Gegenkönige zu Vologaeses I. sind nur von ihren Münzen her bekannt.